# Címeres-kapu (Wawel)

A Címeres-kapu helye a Wawelben

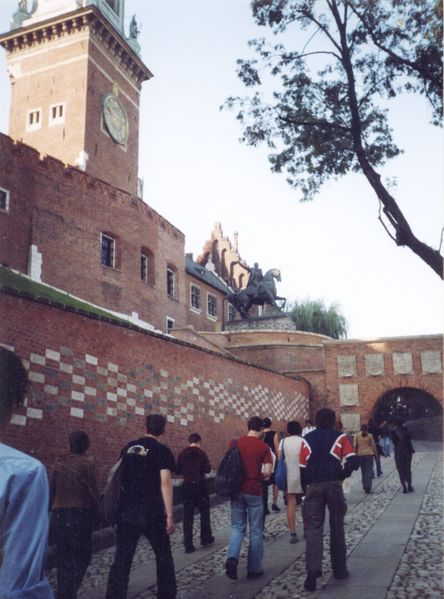
A Címeres-kapu

A Címeres-kapu (lengyelül: Brama Herbowa) egyike a Wawel kapuinak. A domb északi részén helyezkedik el, valaha az építmény helyén állt a királyi palota előkapuja. Helyreállításakor litván, lengyel és orosz címer került rá, innen kapta a nevét.
1921-ben Adolf Szyszko-Bohusz építész tervei alapján építették át a már eredetileg meglévő kisebb várkaput. A kapuhoz vezető út mellett azoknak az intézményeknek és személyeknek a nevét jelzi emléktábla, akik hozzájárultak a vár felújításához.